# Catedral de la Almudena
Catedral de la Almudena är en romersk-katolsk katedral i Madrid. Fullständiga namnet lyder: Santa María La Real de La Almudena. Den är belägen mittemot Palacio Real mycket nära Plaza de España.
Almudenakatedralen är säte för biskopen i Madrids stift (Spanien). Byggnaden är 102 meter lång och 73 meter hög och med en blandning av olika byggnadsstilar: Nyklassicism i exteriören, nygotik i interiören och nyromantik i kryptan. 
Kyrkan välsignades av påven Johannes Paulus II på hans fjärde resa till Spanien, den 15 juni 1993. Det är den första spanska katedralen som har välsignats av en påve och den första som har välsignats av Johannes Paulus II utanför Rom.
Byggnaden ligger i centrum av staden Madrid. Huvudfasaden vetter emot Plaza de la Armería, mitt emot Palacio de Oriente. Genom sidoporten når man calle de Bailén och kryptan nås via calle Mayor. Till skillnad från andra katedraler, som ligger i öst-västlig riktning, har Almudenakatedralen en nord-sydlig riktning, ett resultat av att kyrkan är tänkt att bilda en integrerad del av byggnadskomplexet Palacio Real de Madrid. Byggnaden är konstruerad av sten från Novelda (Alicante) och granit från stenbrotten i Colmenar Viejo (Madrid). 

## Mått
- Byggnadens totala längd: 102 m
- Centralskeppets längd: 82 m
- Tvärskeppets längd: 68 m
- Kupolens höjd till korset: 73 m
- Fasadtornens höjd till vindflöjeln: 60 m
- Centralskeppets höjd: 25,8 m
- Centralskeppets bredd: 12,5 m
- Sidoskeppens bredd: 6 m
- Kapellens bredd: 6 m
- Byggnadens totala yta: 4.800 m²